# 99
Cette page concerne l'année 99  du calendrier julien. Pour l'année 99 av. J.-C., voir 99 av. J.-C. Pour le nombre 99, voir 99 (nombre). Pour les autres significations, voir 99 (homonymie).
L'année 99 est une année commune qui commence un mardi.

## Événements
- Automne : Trajan entre à Rome à pied par la Porta Flaminia et choisit l'ancien Palais de Tibère sur le Palatin comme résidence, revenant  à un train de vie plus modeste que son prédécesseur Domitien[1].
- Un roi Kusana, certainement Vima Kadphisès, envoie une délégation à Rome pour féliciter Trajan pour son avènement et lui annoncer la conquête du Nord-est de l'Inde[2]. Trajan traite ses visiteurs indiens avec distinction, leur offrant des sièges de bois